# Asthenargus
Genre
Asthenargus est un genre d'araignées aranéomorphes de la famille des Linyphiidae.

## Distribution
Les espèces de ce genre se rencontrent en Europe, en Afrique et en Asie.

## Liste des espèces
Selon World Spider Catalog (version 25.5, 31/10/2024) :
- Asthenargus adygeicus Tanasevitch, Ponomarev & Chumachenko, 2016
- Asthenargus bracianus Miller, 1938
- Asthenargus brevisetosus Miller, 1970
- Asthenargus carpaticus Weiss, 1998
- Asthenargus caucasicus Tanasevitch, 1987
- Asthenargus conicus Tanasevitch, 2006
- Asthenargus desbaratoensis Wunderlich, 2024
- Asthenargus edentulus Tanasevitch, 1989
- Asthenargus expallidus Holm, 1962
- Asthenargus helveticus Schenkel, 1936
- Asthenargus inermis Simon & Fage, 1922
- Asthenargus linguatulus Miller, 1970
- Asthenargus longispina (Simon, 1915)
- Asthenargus major Holm, 1962
- Asthenargus marginatus Holm, 1962
- Asthenargus matsudae Saito & Ono, 2001
- Asthenargus myrmecophilus Miller, 1970
- Asthenargus niphonius Saito & Ono, 2001
- Asthenargus paganus (Simon, 1884)
- Asthenargus perforatus Schenkel, 1929
- Asthenargus placidus (Simon, 1884)
- Asthenargus thaleri Wunderlich, 1983

## Systématique et taxinomie
Ce genre a été décrit par Simon et Fage en 1922 dans les Argiopidae.

## Publication originale
- Simon & Fage, 1922 : « Araneae des grottes de l'Afrique orientale. Biospeologica, XLIV. » Archives de zoologie expérimentale et générale, vol. 60, p. 523-555 (texte intégral).